# Absolution
Absolution je debitantski studijski album američkog doom metal sastava Khemmis. Album je 7. srpnja 2015. godine objavila diskografska kuća 20 Buck Spin.

## Popis pjesama
| 1.    | »Torn Asunder«       | 5:32 |
| 2.    | »Ash, Cinder, Smoke« | 6:54 |
| 3.    | »Serpentine«         | 8:11 |
| 4.    | »Antediluvian«       | 6:00 |
| 5.    | »Burden of Sin«      | 5:31 |
| 6.    | »The Bereaved«       | 9:00 |
| 41:08 |                      |      |

## Zasluge
| Khemmis - Dan – bas-gitara - Zach – bubnjevi - Phil – vokali, gitara - Ben – vokali, gitara |  | Dodatni glazbenici - Ethan McCarthy – dodatni vokali (na pjesmi 2) Ostalo osoblje - Dave Otero – snimanje, miksanje, mastering - Shane Howard – snimanje - Sam Turner – naslovnica, ilustracije |